# Vývojový diagram

Vývojový diagram kontroly funkčnosti lampičky

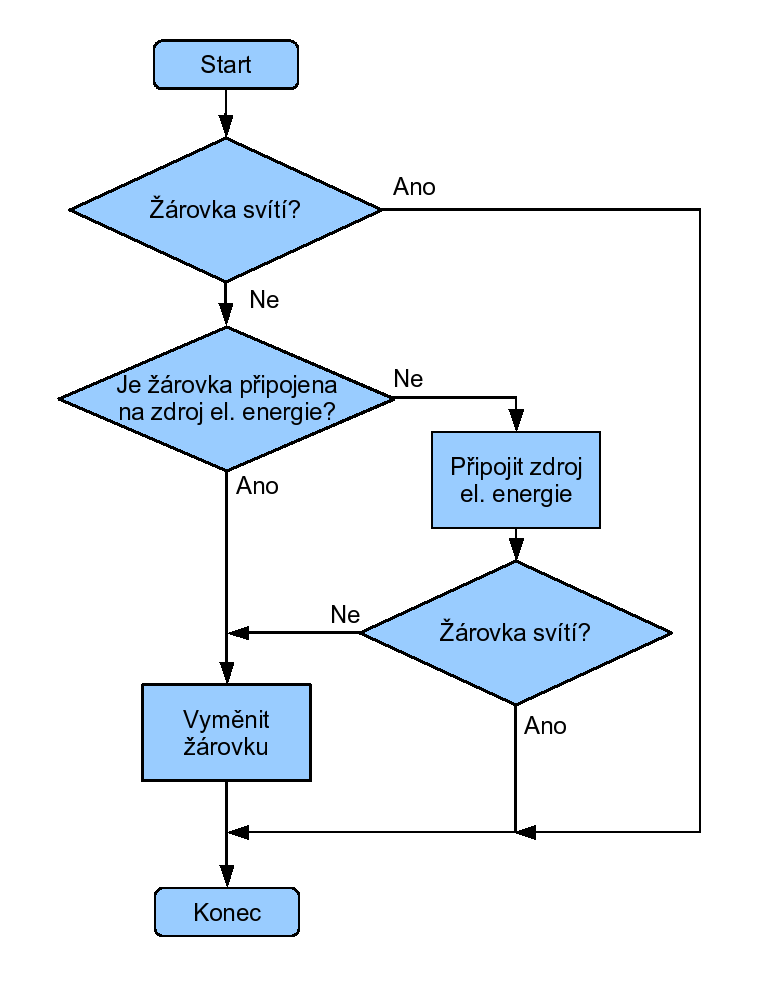
Vývojový diagram kontroly funkčnosti žárovky

Vývojový diagram je druh diagramu, který slouží ke grafickému znázornění jednotlivých kroků algoritmu, pracovního postupu nebo nějakého procesu. Vývojový diagram obsahuje obrazce různého tvaru (obdélníky, kosočtverce, aj.), navzájem propojené pomocí šipek. Obrazce reprezentují jednotlivé kroky, šipky tok řízení. Vývojové diagramy standardně nezobrazují tok dat, ten je zobrazován pomocí data flow diagramů. Vývojové diagramy jsou často využívány v informatice během programování pro analýzu, návrh, dokumentaci nebo řízení procesu.

## Historie
První strukturovaná metoda pro dokumentaci procesního toku byla představena Frankem Gilbrethem členům American Society of Mechanical Engineers (ASME) v roce 1921 při prezentaci „Process Charts—First Steps in Finding the One Best Way“. Tato metoda si rychle našla cestu do průmyslového inženýrství. Na začátku 30. let 20. století začal průmyslový inženýr Allan H. Mogensen trénovat obchodníky k využití některých z nástrojů průmyslového inženýrství, které představil na své konferenci v New Yorku (Work Simplification Conferences in Lake Placid, New York).
Roku 1944 absolvent Morgensenovy třídy, Art Spinanger, využil získaných znalostí v Procter and Gamble, kde vytvořil svůj program zvaný Deliberate Methods Change Program. Jiný absolvent z téhož roku, Benjamin S. Graham, ředitel Formcraft Engineering at Standard Register Corporation, přizpůsobil diagram procesního toku pro informace o procesech ve své výrobě tak, aby mohl zobrazovat vícenásobné toky dokumentů a vztahů mezi nimi. V roce 1947 ASME použila sadu symbolů odvozených od Gilbrethovy originální práce pro svůj standard ASME Standard for Process Charts by Mishad, Ramsan & Raiaan.

## Symboly vývojového diagramu
- šipka — určuje směr zpracování
  - svislé nebo vodorovné čáry
  - mohou se křížit nebo spojovat
  - směr dolů a doprava je prioritní, v tomto případě není nutné použít šipky
  - šipky se používají jenom v případě, že tento směr je jiný, nebo když je třeba směr toku informace zvýraznit, například při znázornění iterace
- obdélník s popisem — definuje dílčí krok zpracování
- kosočtverec — větvení postupu v závislosti na splnění podmínky, viz skok
- obdélník se zaoblenými rohy — počátek nebo ukončení zpracování
- kruh — spojka několika šipek

## Význam a použití symbolů
Klasický vývojový diagram se skládá z následujících druhů symbolů:
Startovací a ukončovací symbolyJsou znázorněny pomocí kruhů, oválů či zaoblených obdélníků, obvykle obsahují nápis „Start“ nebo „Konec“, či podobnou frázi určující začátek a konec procesu (např. „Zaslání požadavku“ nebo „Odebrání produktu“).
ŠipkyZobrazují „řídící tok“. Šipka směřující z jednoho symbolu a končící u druhého naznačuje, že řídící tok přechází z jednoho symbolu na druhý.
Dílčí krok algoritmuReprezentován pomocí obdélníku. Příklad: „Přičti 1 k X“ nebo „Ulož změny“ apod.
PodprogramyJsou zobrazovány pomocí obdélníku se svislými čarami po stranách. Používají se k zobrazení skupiny kroků procesu pomocí jednoho symbolu. Podprogramy jsou takové části algoritmu, které se mohou opakovat a mohly by být tvořeny samostatným vývojovým diagramem.
Vstup/VýstupK jejich zobrazení se používá rovnoběžníku, v případě uživatelského vstupu se zobrazuje pomocí lichoběžníku. Příklad: „Získej proměnnou X od uživatele; zobraz proměnnou X“.
Podmíněný cyklusZobrazen pomocí šestiúhelníku. Cyklus probíhá dokud vyhovuje podmínce, poté přejde k dalšímu kroku algoritmu.
Podmíněný výrazJe reprezentován kosočtvercem, používá se tam, kde je zapotřebí nějakého rozhodnutí. Má většinou podobu otázky a její odpovědi ve tvaru Ano/Ne nebo Pravda/Nepravda. Ze symbolu podmíněného výrazu vychází dvě a více šipek, každá z šipek může obsahovat odpověď na danou otázku (doporučuje se odpovědi k šipkám nadepisovat).
Spojovací značkaPro její značení se obvykle používá kruh. Používá se tam, kde je třeba spojit více toků procesu do jednoho toku.

### Rozšíření vývojových diagramů
Několik symbolů, které byly standardizovány pro diagramy datových toků, se využívá v diagramech řídících toků.
- Dokument reprezentován obdélníkem s vlnitou spodní hranou.;
- Ruční vstup zobrazen pomocí čtyřúhelníku, se zleva doprava klesající horní hranou. Příklad ručního vstupu: vstup dat z formuláře.;
- Manuální operace reprezentována lichoběžníkem. Používá se k znázornění operace nebo úprava, která může být provedena pouze ručně.
- Datový soubor znázorněn pomocí válce.

## Druhy vývojových diagramů
Alan B. Sterneckert (2003) navrhl, že by vývojové diagramy mohly být tvořeny z nezávislého pohledu jiné skupiny uživatelů (např. manažery, systémovými analytiky a úředníky) a díky tomuto návrhu existují čtyři hlavní typy vývojových diagramů:
- Document flowcharts — ukazují řízení toků dokumentů v systému.
- Data flowcharts — ukazují řízení toků dat v systému.
- System flowcharts — ukazují řízení toků fyzické vrstvy nebo vrstvy zdrojů.
- Program flowchart — ukazují řízení toků v programu v rámci systému.

Každý z druhů diagramů se zaměřuje spíše na řízení, než na konkrétní tok.